# Cerisy-Gailly French National Cemetery
Cerisy-Gailly French National Cemetery is een begraafplaats gelegen in de Franse plaats Cerisy (Somme). De militaire graven worden onderhouden door de Commonwealth War Graves Commission.
De begraafplaats telt 97 geïdentificeerde Gemenebest graven uit de Eerste Wereldoorlog.